# Aedes futunae
Aedes futunae é um espécie de mosquito do Género Aedes, pertencente à família Culicidae.